# 1996-os futsal-Európa-bajnokság
Az 1996-os futsal-Európa-bajnokságot Spanyolországban, Córdobában rendezték 1996. január 8. és január 14. között. Az Európa-bajnokságot a házigazda Spanyolország nyerte, miután a döntőben legyőzte Oroszország csapatát.

## Részt vevő csapatok
- Belgium
- Hollandia
- Olaszország
- Oroszország
- Spanyolország
- Ukrajna

## Csoportkör

### A csoport
| Csapat        | M | Gy | D | V | RG | KG | GK | Pont |
| ------------- | - | -- | - | - | -- | -- | -- | ---- |
| Spanyolország | 2 | 1  | 1 | 0 | 4  | 3  | +1 | 4    |
| Belgium       | 2 | 1  | 0 | 1 | 3  | 2  | +1 | 3    |
| Hollandia     | 2 | 0  | 1 | 1 | 2  | 4  | −4 | 1    |

| 1996. január 8. 19:45 CET | Spanyolország                      | 2 – 1               | Belgium        | Vista Alegre, Córdoba Játékvezető: Lars Gerner (dán), Stefan Tivold (szlovén), Marques (portugál) |
| 1996. január 8. 19:45 CET | Martínez Bas 19'01' Roberto 32'02' | (1 – 0) Jegyzőkönyv | El Guir 35'03' | Vista Alegre, Córdoba Játékvezető: Lars Gerner (dán), Stefan Tivold (szlovén), Marques (portugál) |

| 1996. január 9. 17:45 CET | Hollandia | 0 – 2               | Belgium                      | Vista Alegre, Córdoba Játékvezető: Marques (portugál, Piller Sándor (magyar), Charles Schaack (luxemburgi) |
| 1996. január 9. 17:45 CET |           | (0 – 1) Jegyzőkönyv | Meurs 17'01' Goossens 39'02' | Vista Alegre, Córdoba Játékvezető: Marques (portugál, Piller Sándor (magyar), Charles Schaack (luxemburgi) |

| 1996. január 10. 19:00 CET | Spanyolország                        | 2 – 2               | Hollandia                       | Vista Alegre, Córdoba Játékvezető: Stefan Tivold (szlovén), Bohdan Benedik (szlovák) |
| 1996. január 10. 19:00 CET | Roberto 12'01' Sánchez García 18'02' | (2 – 0) Jegyzőkönyv | Leatemia 28'03' De Bever 36'04' | Vista Alegre, Córdoba Játékvezető: Stefan Tivold (szlovén), Bohdan Benedik (szlovák) |

### B csoport
| Csapat      | M | Gy | D | V | RG | KG | GK | Pont |
| ----------- | - | -- | - | - | -- | -- | -- | ---- |
| Oroszország | 3 | 2  | 0 | 0 | 8  | 3  | +5 | 6    |
| Olaszország | 3 | 1  | 0 | 1 | 7  | 8  | −1 | 3    |
| Ukrajna     | 3 | 0  | 0 | 2 | 5  | 9  | −4 | 0    |

| 1996. január 8. 21:30 CET | Oroszország                                     | 3 – 2               | Ukrajna                             | Vista Alegre, Córdoba Játékvezető: Piller Sándor (magyar), Charles Schaack (luxemburgi), Marques (portugál) |
| 1996. január 8. 21:30 CET | Gorine 12'01' Jeremenko 14'02' Alekberov 35'05' | (2 – 0) Jegyzőkönyv | Uszakovszkij 26'03' Bezuhlij 33'04' | Vista Alegre, Córdoba Játékvezető: Piller Sándor (magyar), Charles Schaack (luxemburgi), Marques (portugál) |

| 1996. január 9. 19:45 CET | Olaszország                                                            | 6 – 3               | Ukrajna                                             | Vista Alegre, Córdoba Játékvezető: Bohdan Benedik (szlovák), Lars Gerner (dán), Alexis Ponnet (belga) |
| 1996. január 9. 19:45 CET | Riscino 1'01' Faiola 12'02' 30'08' Quattrini 24'04' 24'05' Fama 29'06' | (2 – 1) Jegyzőkönyv | Moszkvicsov 18'03' Bezuhlij 29'07' Fedorenko 39'09' | Vista Alegre, Córdoba Játékvezető: Bohdan Benedik (szlovák), Lars Gerner (dán), Alexis Ponnet (belga) |

| 1996. január 10. 17:00 CET | Oroszország                                                  | 5 – 1               | Olaszország      | Vista Alegre, Córdoba Játékvezető: Charles Schaack (luxemburgi), Marques (portugál), Alexis Ponnet (belga) |
| 1996. január 10. 17:00 CET | Jeremenko 14'01' 18'03' 19'04' Kisszelev 16'02' Belij 39'06' | (4 – 0) Jegyzőkönyv | Quattrini 35'06' | Vista Alegre, Córdoba Játékvezető: Charles Schaack (luxemburgi), Marques (portugál), Alexis Ponnet (belga) |

## Egyenes kieséses szakasz

### Elődöntők
| 1996. január 12. 19:45 CET | Spanyolország                                          | 4 – 1               | Olaszország   | Vista Alegre, Córdoba Játékvezető: Lars Gerner (dán), Piller Sándor (magyar), Alexis Ponnet (belga) |
| 1996. január 12. 19:45 CET | Martínez Bas 03'01' Roberto 17'02' 31'03' Julio 39'04' | (2 – 0) Jegyzőkönyv | Caleca 39'05' | Vista Alegre, Córdoba Játékvezető: Lars Gerner (dán), Piller Sándor (magyar), Alexis Ponnet (belga) |

| 1996. január 12. 17:45 CET | Oroszország                                                          | 6 – 2               | Belgium                     | Vista Alegre, Córdoba Játékvezető: Stefan Tivold (szlovén), Bohdan Benedik (szlovák), Alexis Ponnet (belga) |
| 1996. január 12. 17:45 CET | Gorine 01'01' 15'04' Kisszelev 14'03' 28'06' Jeremenko 31'07' 38'08' | (3 – 2) Jegyzőkönyv | Cocco 10'02' Claesen 19'05' | Vista Alegre, Córdoba Játékvezető: Stefan Tivold (szlovén), Bohdan Benedik (szlovák), Alexis Ponnet (belga) |

### Az 5. helyért
| 1996. január 13. 17:00 CET | Hollandia                                | 3 – 4 (h.u.)        | Ukrajna                                                               | Vista Alegre, Córdoba Játékvezető: Marques (portugál), Bohdan Benedik (szlovák), Alexis Ponnet (belga) |
| 1996. január 13. 17:00 CET | De Bever 08'01' Roest 20'04' Merk 24'06' | (1 – 2) Jegyzőkönyv | Leatemia 16'02' (öngól) Uszakovszkij 19'03' Moszkvicsov 22'05' 43'07' | Vista Alegre, Córdoba Játékvezető: Marques (portugál), Bohdan Benedik (szlovák), Alexis Ponnet (belga) |

### A 3. helyért
| 1996. január 13. 19:00 CET | Olaszország                    | 2 – 3 (h.u.)        | Belgium                                 | Vista Alegre, Córdoba Játékvezető: Charles Schaack (luxemburgi), Stefan Tivold (szlovén), Alexis Ponnet (belga) |
| 1996. január 13. 19:00 CET | Piccinini 11'02' Caleca 39'04' | (1 – 1) Jegyzőkönyv | Cocco 10'01' Beyers 22'03' Meurs 48'05' | Vista Alegre, Córdoba Játékvezető: Charles Schaack (luxemburgi), Stefan Tivold (szlovén), Alexis Ponnet (belga) |

### Döntő
| 1996. január 14. 12:00 CET | Spanyolország                                           | 5 – 3               | Oroszország                              | Vista Alegre, Córdoba Játékvezető: Piller Sándor (magyar), Lars Gerner (dán), Stefan Tivold (szlovén) |
| 1996. január 14. 12:00 CET | Martínez Bas 11'01' 27'05' 27'06' 33'08' Roberto 20'03' | (1 – 1) Jegyzőkönyv | Kisszelev 20'02' Jeremenko 22'04' 32'07' | Vista Alegre, Córdoba Játékvezető: Piller Sándor (magyar), Lars Gerner (dán), Stefan Tivold (szlovén) |

| Az 1996-os futsal-Európa-bajnokság győztese |
| ------------------------------------------- |
| SPANYOLORSZÁG 1. cím                        |

## Végeredmény
| Helyezés | Nemzet        | M | Gy | D | V | Rg | Kg | Gk | P  |
| -------- | ------------- | - | -- | - | - | -- | -- | -- | -- |
| Arany    | Spanyolország | 4 | 3  | 1 | 0 | 13 | 7  | +6 | 10 |
| Ezüst    | Oroszország   | 4 | 3  | 0 | 1 | 17 | 10 | +7 | 9  |
| Bronz    | Belgium       | 4 | 2  | 0 | 2 | 8  | 10 | –2 | 6  |
| 4.       | Olaszország   | 4 | 1  | 0 | 3 | 10 | 15 | –5 | 3  |
|          |               |   |    |   |   |    |    |    |    |
| 5.       | Ukrajna       | 3 | 1  | 0 | 2 | 9  | 12 | –3 | 3  |
| 6.       | Hollandia     | 3 | 0  | 1 | 2 | 5  | 8  | –3 | 1  |

## Külső hivatkozások
uefa.com